# 정연진
정연진(1990년 2월 2일~)은 대한민국의 골프 선수이다.